# Colpochila andersoni
Colpochila andersoni är en skalbaggsart som beskrevs av Britton 1986. Colpochila andersoni ingår i släktet Colpochila och familjen Melolonthidae. Inga underarter finns listade i Catalogue of Life.